# Five Nations 1979
Die Ausgabe 1979 des jährlich ausgetragenen Rugby-Union-Turniers Five Nations (seit 2000 Six Nations) fand an fünf Spieltagen zwischen dem 20. Januar und dem 17. März statt. Turniersieger wurde Wales, das mit Siegen gegen alle britischen Mannschaften auch die Triple Crown schaffte.

## Teilnehmer
| Land       | Stadion             | Stadt     | Trainer       | Kapitän           |
| ---------- | ------------------- | --------- | ------------- | ----------------- |
| England    | Twickenham Stadium  | London    | Peter Colston | Roger Uttley      |
| Frankreich | Parc des Princes    | Paris     | Jean Desclaux | Jean-Pierre Rives |
| Irland     | Lansdowne Road      | Dublin    | Noel Murphy   | Fergus Slattery   |
| Schottland | Murrayfield Stadium | Edinburgh | Nairn McEwan  | Ian McGeechan     |
| Wales      | Cardiff Arms Park   | Cardiff   | John Dawes    | J. P. R. Williams |

## Tabelle
|    | Land       | Spiele | Siege | Unent. | Ndlg. | Spiel- punkte | Diff. | Tabellen- punkte |
| -- | ---------- | ------ | ----- | ------ | ----- | ------------- | ----- | ---------------- |
| 1. | Wales      | 4      | 3     | 0      | 1     | 83:51         | + 32  | 6                |
| 2. | Frankreich | 4      | 2     | 1      | 1     | 50:46         | + 4   | 5                |
| 3. | Irland     | 4      | 1     | 2      | 1     | 53:51         | + 2   | 4                |
| 4. | England    | 4      | 1     | 1      | 2     | 24:52         | − 28  | 3                |
| 5. | Schottland | 4      | 0     | 2      | 2     | 48:58         | − 10  | 2                |

## Ergebnisse

### Erste Runde
| 20. Januar 1979 | Irland                | 9 : 9         | Frankreich                                                  | Lansdowne Road, Dublin Zuschauer: 51.000 Schiedsrichter: Roger Quittenton |
| 20. Januar 1979 | Straftritte: Ward (3) | (6:3) Bericht | Versuche: Caussade Erhöhungen: Aguirre Straftritte: Aguirre | Lansdowne Road, Dublin Zuschauer: 51.000 Schiedsrichter: Roger Quittenton |

| 20. Januar 1979 | Schottland                               | 13 : 19        | Wales                                                              | Murrayfield Stadium, Edinburgh Schiedsrichter: Francis Palmade (Frankreich) |
| 20. Januar 1979 | Versuche: Irvine Straftritte: Irvine (3) | (13:6) Bericht | Versuche: Holmes Rees Erhöhungen: Fenwick Straftritte: Fenwick (3) | Murrayfield Stadium, Edinburgh Schiedsrichter: Francis Palmade (Frankreich) |

### Zweite Runde
| 3. Februar 1979 | Wales                                                                    | 24 : 21        | Irland                                                                  | Cardiff Arms Park, Cardiff Schiedsrichter: Alan Hosie (Schottland) |
| 3. Februar 1979 | Versuche: Martin Ringer Erhöhungen: Fenwick (2) Straftritte: Fenwick (4) | (12:9) Bericht | Versuche: McLennan Patterson Erhöhungen: Ward (2) Straftritte: Ward (3) | Cardiff Arms Park, Cardiff Schiedsrichter: Alan Hosie (Schottland) |

| 3. Februar 1979 | England                               | 7 : 7         | Schottland                               | Twickenham Stadium, London Schiedsrichter: Clive Norling (Wales) |
| 3. Februar 1979 | Versuche: Slemen Straftritte: Bennett | (7:4) Bericht | Versuche: Rutherford Straftritte: Irvine | Twickenham Stadium, London Schiedsrichter: Clive Norling (Wales) |

### Dritte Runde
| 17. Februar 1979 | Frankreich                                     | 14 : 13       | Wales                                     | Parc des Princes, Paris Zuschauer: 45.259 Schiedsrichter: David Burnett (Irland) |
| 17. Februar 1979 | Versuche: Gourdon (2) Straftritte: Aguirre (2) | (7:7) Bericht | Versuche: Holmes Straftritte: Fenwick (3) | Parc des Princes, Paris Zuschauer: 45.259 Schiedsrichter: David Burnett (Irland) |

| 17. Februar 1979 | Irland                                                                | 12 : 7        | England                                | Lansdowne Road, Dublin Schiedsrichter: Alan Hosie (Schottland) |
| 17. Februar 1979 | Versuche: McLennan Erhöhungen: Ward Straftritte: Ward Dropgoals: Ward | (6:3) Bericht | Versuche: Bennett Straftritte: Bennett | Lansdowne Road, Dublin Schiedsrichter: Alan Hosie (Schottland) |

### Vierte Runde
| 3. März 1979 | England                                | 7 : 6         | Frankreich                           | Twickenham Stadium, London Zuschauer: 57.800 Schiedsrichter: John West (Irland) |
| 3. März 1979 | Versuche: Bennett Straftritte: Bennett | (3:0) Bericht | Versuche: Costes Erhöhungen: Aguirre | Twickenham Stadium, London Zuschauer: 57.800 Schiedsrichter: John West (Irland) |

| 3. März 1979 | Schottland                 | 11 : 11       | Irland                                | Murrayfield Stadium, Edinburgh Schiedsrichter: Corris Thomas (Wales) |
| 3. März 1979 | Versuche: Irvine Robertson | (7:4) Bericht | Versuche: Patterson Straftritte: Ward | Murrayfield Stadium, Edinburgh Schiedsrichter: Corris Thomas (Wales) |

### Fünfte Runde
| 17. März 1979 | Frankreich                                                                       | 21 : 17         | Schottland                                                                | Parc des Princes, Paris Zuschauer: 45.000 Schiedsrichter: Roger Quittenton (England) |
| 17. März 1979 | Versuche: Belascain Malquier (2) Straftritte: Aguerre Aguirre Dropgoals: Aguerre | (10:10) Bericht | Versuche: Dickson Irvine Robertson Erhöhungen: Irvine Straftritte: Irvine | Parc des Princes, Paris Zuschauer: 45.000 Schiedsrichter: Roger Quittenton (England) |

| 17. März 1979 | Wales                                                                                        | 27 : 3        | England              | Cardiff Arms Park, Cardiff Schiedsrichter: Jean-Pierre Bonnet (Frankreich) |
| 17. März 1979 | Versuche: Rees Richards Ringer Roberts Williams Erhöhungen: Fenwick Martin Dropgoals: Davies | (7:3) Bericht | Straftritte: Bennett | Cardiff Arms Park, Cardiff Schiedsrichter: Jean-Pierre Bonnet (Frankreich) |